# مونيومير ديل بيكو
بلدية مونيومير ديل بيكو (بالإسبانية: Muñomer del Peco) هي بلدية تقع في مقاطعة آبلة التابعة لمنطقة قشتالة وليون وسط إسبانيا.

## الديموغرافيا
بلغ عدد سكان بلدية مونيومير ديل بيكو 143 نسمة عام 2011 (وفقاً للمعهد الوطني للإحصاء الإسباني).
| 143 | 134 | 124 | 126 | 128 | 151 | 143 |